# Myrmeleonostenus longipetiolatus
Myrmeleonostenus longipetiolatus là một loài tò vò trong họ Ichneumonidae.